# Danny Mazo
Daniel Andrés Giraldo Mazo (Apartadó, Antioquia, 24 de junio de 1986), más conocido por su nombre artístico Danny Mazo, es un cantante y compositor colombiano de música pop. 

## Biografía
En la ciudad de Santa Marta comenzó sus estudios de actuación y música a muy temprana edad. A los 18 años grabó su primer álbum titulado Mi razón de vivir, del cual se desprenden los sencillos «Dime porqué», «Tal vez» y «Por tu amor». En julio de 2012 lanzó su segundo trabajo discográfico bajo su propio sello discográfico Mazo Music, al cual bautizó con el nombre de Libre, y del cual sus canciones más sobresalientes son «Goodbye», «Te propongo» y «Tu espía» (escritas y producidas por él).